# 田中誠人
田中誠人（日语：／ Tanaka Makoto，2010年8月25日—），日本男性音樂劇演員、配音員、歌手、前童星。出身於東京都。向日葵劇團所屬。

## 概要
田中誠人在2歲時就加入了向日葵劇團。
2022年，他在自己的X（原Twitter）上報導了自己在2019年的音樂劇《忍者亂太郎》中飾演福富新兵衛一角。他還透露，這場演出是自小學3年級以來首次登上舞台。
他因在2022年開始播出的電視動畫《吉伊卡哇》中飾演小八而受到關注。
同年12月7日播出的音樂特別節目《2022 FNS歌謠節》中，吉伊卡哇演唱了小八的歌曲。
在2025年2月4日播出的《吉伊卡哇》第241話「芥末柿種柿」中，小八的聲音比以前低沉，由於他已經14歲，所以他的聲音可能正在改變成為了熱門話題，在X上，「變聲」成為第一大熱門話題，一方面，也有正面的聲音，對配音員的成長表示高興，並希望他繼續擔任該角色，但也有意見認為他與小八的形象不相稱，目前該情況正在引發關注。同一天，《吉伊卡哇》的官方X（原Twitter）帳號發布了一幅插畫，畫中小八露出害羞的表情，周圍圍著吉伊卡哇和烏薩奇。

## 人物
興趣：鋼琴、將棋、音讀、日本舞踊、魔術方塊5×5。對機器人和程式設計感興趣。他也喜歡昆蟲，並列舉出成為昆蟲攝影師的夢想。

## 演出
粗體字表示主要角色。

### 舞台
- 音樂劇「忍者亂太郎（日语：忍たま乱太郎 (ミュージカル)）」第10彈 ～這就是忍者的大運動會！～（2019年5月—6月，THEATRE G-ROSSO（日语：シアターGロッソ） 等）—飾 福富新兵衛（B） [8]
- 音樂劇「忍者亂太郎」第10彈再演 ～這就是忍者的大運動會！～（2019年10月—11月，THEATRE G-ROSSO 等）—飾 福富新兵衛（B）[9]
- serial number 05「All My Sons」（2020年10月1日—11月，Theater Tram（日语：世田谷パブリックシアター））—飾 巴特[10]
- 音樂劇「孤雛淚」（2021年10月—12月，東急劇場Orb（日语：東急シアターオーブ）、梅田藝術劇場（日语：梅田芸術劇場））—飾 基帕[11]
- 音樂劇「歡樂滿人間（英语：Mary Poppins (musical)）」（2022年3月—6月，東急劇場Orb、梅田藝術劇場）—飾 麥可·班克斯[12]
- KAAT神奈川藝術劇場企劃製作「蜘蛛巢城」（2023年2月—3月，KAAT神奈川藝術劇場（日语：神奈川県立県民ホール#神奈川芸術劇場（KAAT））、兵庫縣立藝術文化中心（日语：兵庫県立芸術文化センター）、枚方市綜合文化藝術中心（日语：枚方市総合文化芸術センター）、山銀廳（日语：山形県県民会館））※雙主演[13]
- 音樂劇「國王與我」（2024年4月9日—5月8日，日生劇場（日语：日生劇場）、梅田藝術劇場）—飾 安娜的兒子·路易[14][15]

### 電視動畫
- RE-MAIN（2021年）—飾 網浜秀吾〈少年〉
- 吉伊卡哇（2022年—）—飾 小八 [16]

### 電影動畫
- 劇場版 溫泉屋小女將（2018年）—飾 木瀨翔太[3]
- 小狐狸阿權（2019年）—飾 阿權[17]

### 電視劇
- 連續電視小說「大姊當家」（2016年，NHK）—飾 庸藏[3]
- 富士家族2017（2017年1月3日，NHK）—飾 苟君
- 怪盜戰隊魯邦連者VS警察戰隊巡邏連者（2018年5月20日，朝日電視台）—飾 園童·颯太

### 廣播劇
- 青春冒險（日语：青春アドベンチャー）（NHK-FM）
  - 「夜露姬」（2018年6月4日—15日）[18]
  - （2020年1月6日—17日）[19]
- 計算之神（日语：計算の神様）（2023年12月25日）—飾 又三郎[20]

### 電影
- 明天也有好吃的飯（日语：僕らのごはんは明日で待ってる）（2017年1月7日，Asmik Ace（日语：アスミック・エース））—飾 看繪本的少年

### 遊戲
- 闇影詩章（2022年，Cygames）—飾 小八[21]

### 外語配音

#### 電視影集
- 亞蘇卡（2023年，傑森·仙杜拉）
- 逃離火山島（英语：La Palma (miniseries)）（托比亞斯〈伯納德·斯托姆·拉格〉）

## 音樂作品

### 角色歌曲
| 發行日期 | 商品名稱 | 歌               | 樂曲   | 備註                       |
| 2022年   | 2022年   | 2022年           | 2022年 | 2022年                     |
| -------- | -------- | ---------------- | ------ | -------------------------- |
| 6月10日  | 自言自語 | 小八（田中誠人） | 「」   | 電視動畫《吉伊卡哇》劇中歌 |

## 腳註

## 外部連結
- 田中誠人｜向日葵劇團 （日語）
- 田中誠人的X（前Twitter） （日語）